# Маній Ацилій Глабріон (консул 91 року)
Маній Ацилій Глабріон (? — 95) — політичний діяч Римської імперії, консул 91 року.

## Життєпис
Походив з роду Ациліїв. Син Манія Ацилія Глабріона, сенатора. Про молоді роки немає відомостей. У 91 році став консулом разом з Марком Ульпієм Траяном. Мав визначну фізичну силу. Під час одних ігор виступив у цирку в Альбанумі, де переміг великого лева. За це народ зустрів Глабріона тривалими оплесками. Цей випадок створив недовіру та заздрість з боку імператора Доміціана. Тому у 95 році останній звинуватив Манія Ацилія разом з деякими іншими сенаторами у змові. Спочатку імператор присудив його до вигнання, але незабаром наказав стратити.

## Родина
- Маній Ацилій Глабріон, консул 124 року.